# 结晶

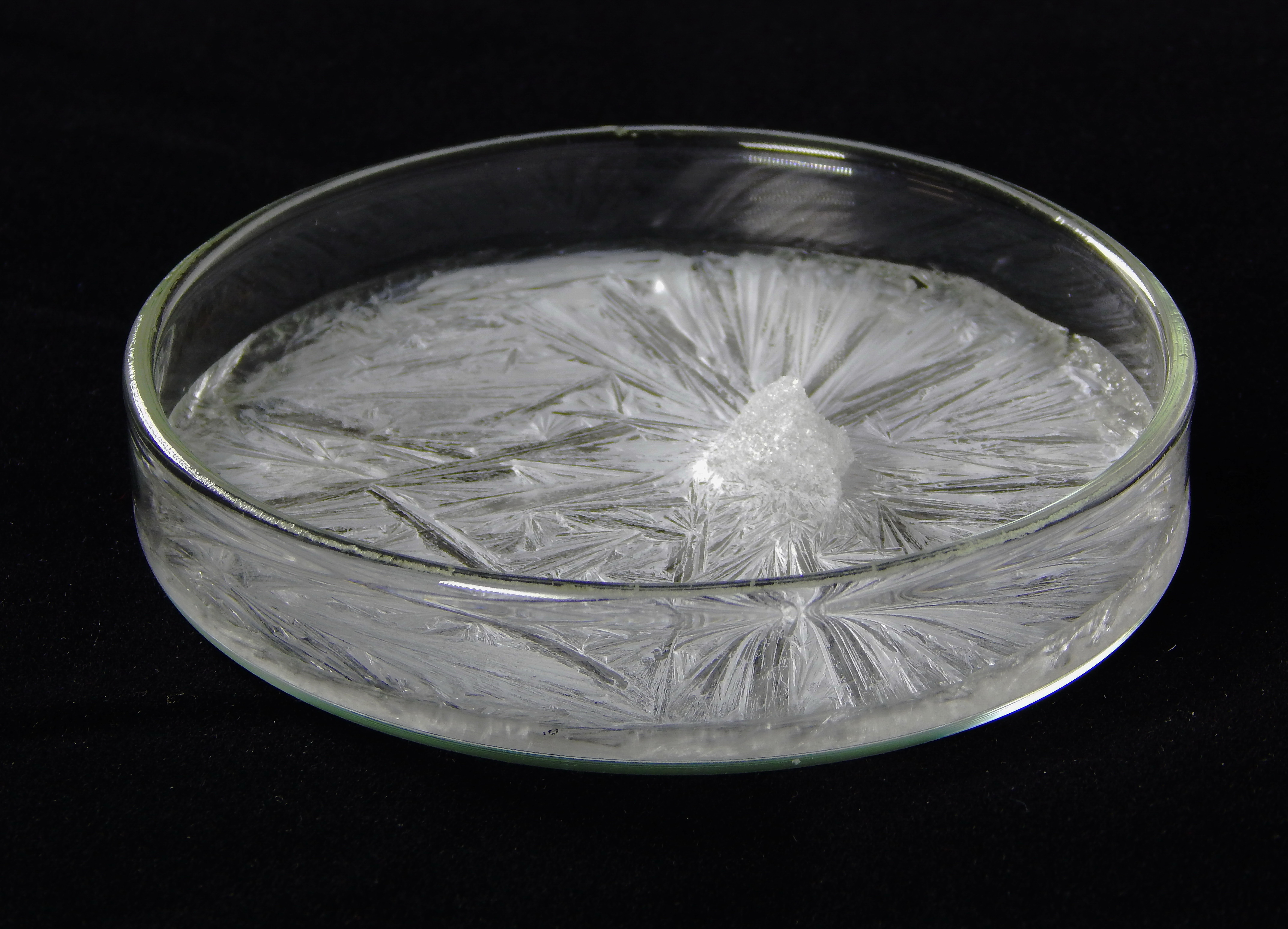

结晶，是指从過饱和溶液中凝結，或從氣體凝華出具有一定的几何形状的固体（晶體）的过程。在自然環境下，氣溫的下降壓力的作用，都會造成結晶。結晶的過程一般可分為兩個階段（包括成核和晶體生長期），时间也有所不同。
結晶亦是一種分離固態和液態物質的技術，其中溶質由溶液中轉移至純淨的晶體裡。不少自然過程都涉及結晶:
- 天然晶體的形成 （如礦物、寶石等）
- 雪花的形成
- 蜂蜜的結晶

如饱和溶液的氣溫下降速度慢，會形成一顆較大的晶體；如氣溫急劇下降，會形成粉狀的小晶體。而小晶體可以放進饱和溶液充當大晶體的種子。
而重結晶或再結晶是重複結晶作用，用以準備純度更高的結晶。

## 人工形成
結晶過程只能在過飽和和飽和溶液裡發生。晶體可藉由冷卻過飽和溶液後結晶所得。在工業上，改變溶液的pH值也是常見的結晶方法。

## 图册

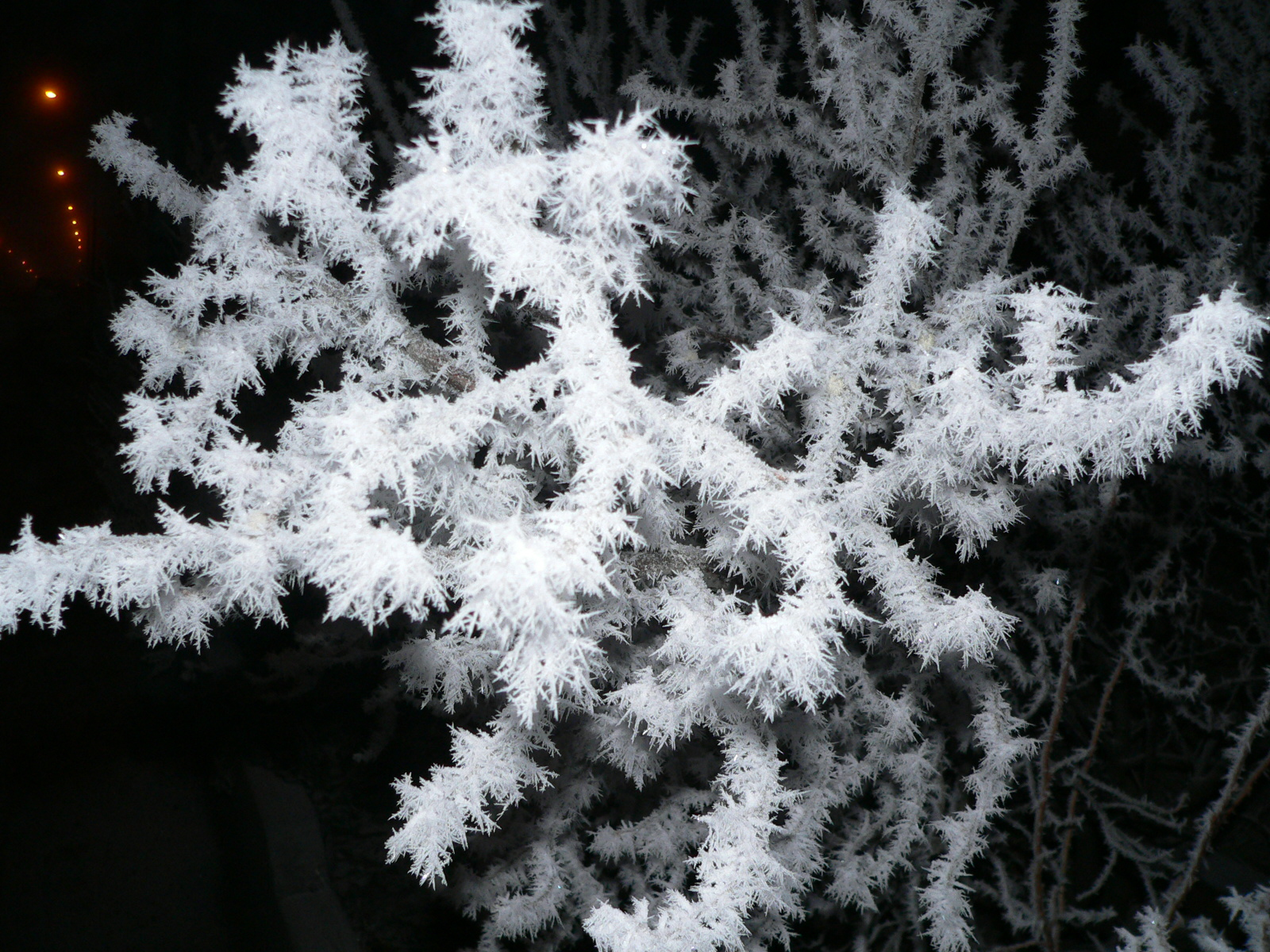
树枝上的霜结晶
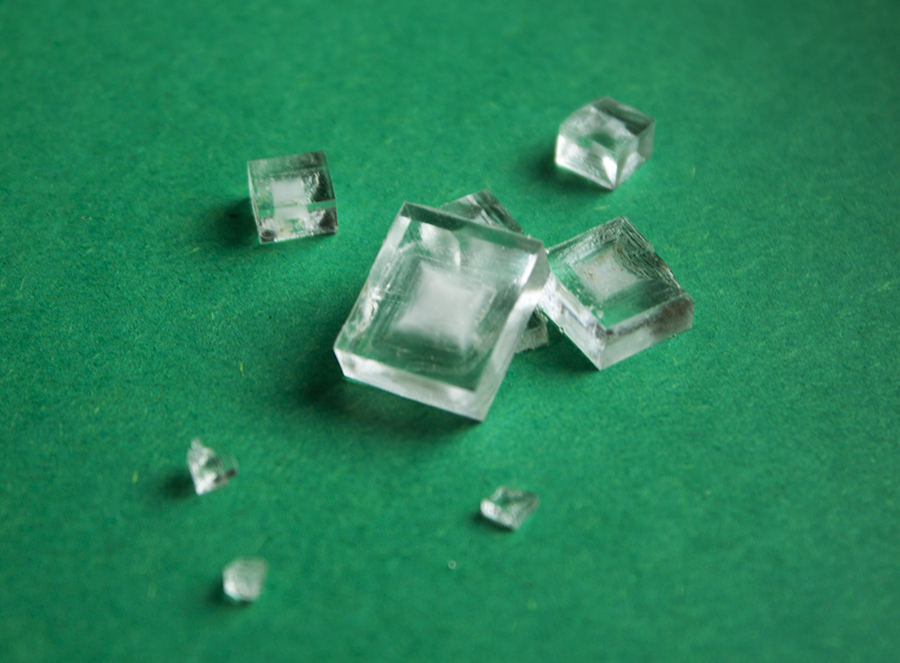
盐结晶
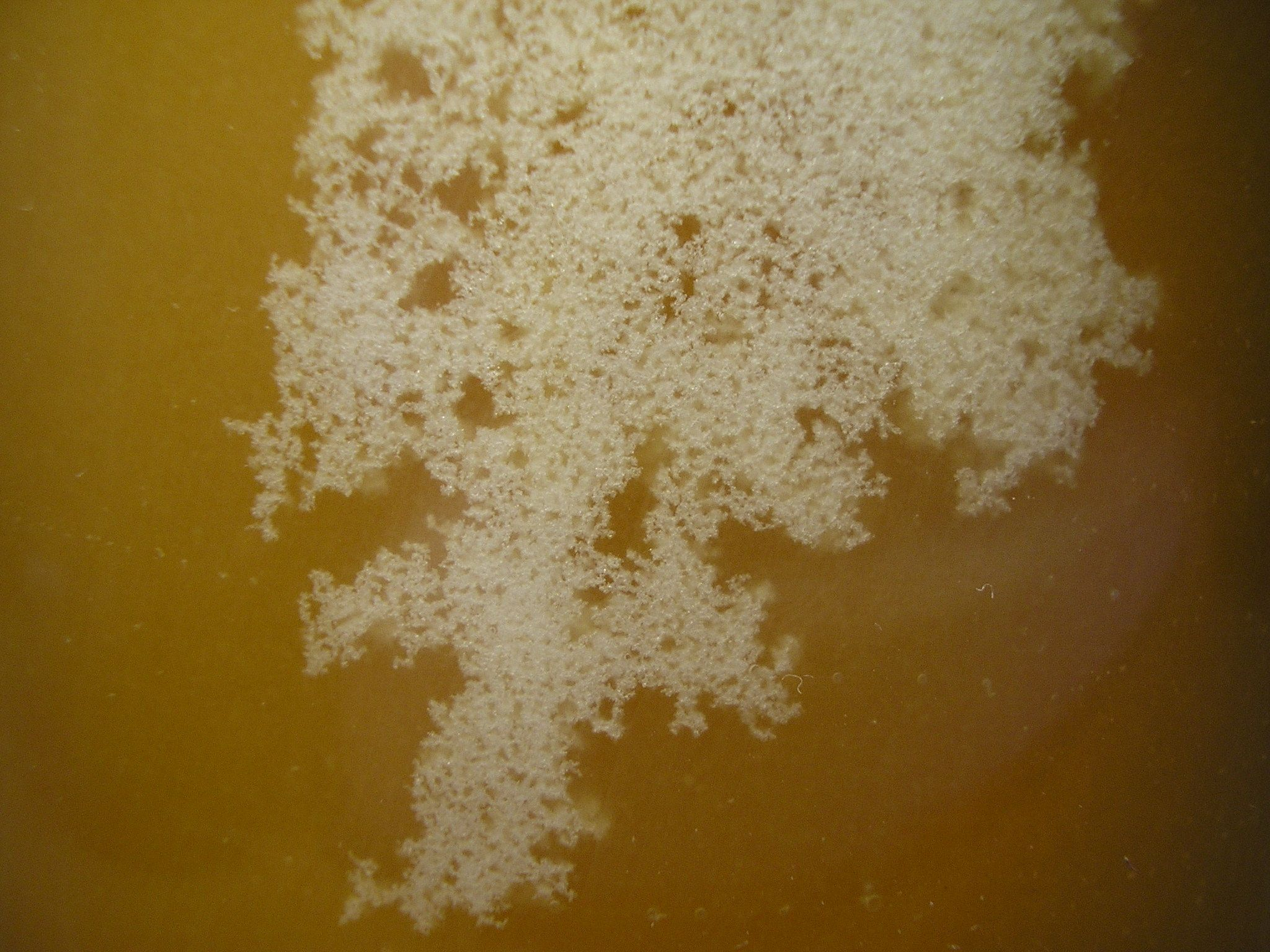
結晶的蜂蜜